# Canalis adductorius
Der Canalis adductorius (Adduktorenkanal)  ist eine anatomische Struktur am Oberschenkel des Menschen. Der etwa sechs Zentimeter lange Kanal dient dem Durchtritt der Arteria femoralis sowie der Vena femoralis von der Ventralseite des Oberschenkels (Regio femoris anterior) zur Kniekehle (Fossa poplitea). Im Adduktorenkanal liegt die Arteria femoralis ventral der Vene. Auch der Nervus saphenus und die Arteria descendens genus verlaufen teilweise im Adduktorenkanal, verlassen ihn aber, indem sie die Membrana vastoadductoria durchbohren, nach ventral.

## Anatomische Begrenzungen
Die dorsale Begrenzung des Adduktorenkanals bildet die Rinne zwischen M. vastus medialis und den Adduktoren. Die ventrale Wand wird gebildet von einer Sehnenplatte, die sich zwischen M. vastus medialis und M. adductor magnus ausspannt: Membrana vastoadductoria. Nach proximal und distal ist der Kanal geöffnet. Seine distale Öffnung wird durch die Lücke zwischen den Ansatzstellen des Musculus adductor magnus gebildet und als Hiatus adductorius oder Hiatus tendineus bezeichnet.